# Бернабі
 Бернабі  (англ. Burnaby) — місто (89,12 км²) в провінції Британської Колумбії у Канаді, (49°16′0″ пн. ш. 122°58′0″ зх. д. / 49.26667° пн. ш. 122.96667° зх. д.), входить до агломерації Ванкувера.
Місто налічує 202 799 мешканців (2006), густота населення складає 2 275,6 ос./км².
На честь міста названо астероїд 4719 Бернабі.

## Міста-побратими
- Чжуншань, КНР
- Кусіро, Японія
- Меса,  США
- Хвасон,  Південна Корея

## Відомі особистості
В поселенні народився:
- Грег Зенон (* 1980) — канадський хокеїст.